# Lou Sullivan
Louis Graydon Sullivan (* 16. Juni 1951 in Milwaukee; † 2. März 1991 in San Francisco) war ein amerikanischer Autor und Aktivist, der für seine Arbeit für Transmänner bekannt wurde. Er war einer der, wenn nicht der erste transgeschlechtliche Mann, der sich öffentlich als schwul identifizierte. Somit prägte er unser heutiges Verständnis von sexueller Orientierung und Geschlechtsidentität als zwei getrennte Konzepte.
Sullivan war ein Pionier der Transgenderbewegung und verschaffte anderen Transmännern Zugang zu Peer-Support, Beratung, endokrinologischer Behandlung und Operationen. Er gründete FTM International, eine der ersten Organisationen für transmännliche Personen. Seine Arbeit war ein Grundstein der wachsenden transmaskulinen Community in den späten 1980er Jahren.

## Frühes Leben
Sullivan wuchs in Milwaukee, Wisconsin, auf. Er war das dritte von sechs Kindern in einer strenggläubigen römisch-katholischen Familie und besuchte eine katholische Schule. Sullivan begann im Alter von 10 Jahren Tagebuch zu schreiben. In seiner Jugend beschrieb er seine Gedanken zu seiner Geschlechtsidentität und später über männliche Homosexualität.

## Transition und Erwachsenenalter
Im Jahr 1975 beschrieb sich Sullivan als „weiblich-zu-männlich Transsexuellen“. Zu diesem Zeitpunkt zog er auch nach San Francisco, um Unterstützung und Zugang zu Hormonen zu bekommen. Seine Familie unterstützte ihn dabei.
Sullivan begann im Privaten offen als schwuler Mann zu leben. Aufgrund seiner sexuellen Orientierung wurde er mehrmals von Kliniken für geschlechtsangleichende Maßnahmen abgelehnt. Daraufhin startete er eine Kampagne, die Heterosexualität als Voraussetzung für eine Transition abschaffen sollte.
Nach der erfahrenen Ablehnung lebte Sullivan von 1976 bis 1978 erneut in einer weiblichen Geschlechterrolle. Steve Dain, ein Transmann und Aktivist unterstützte ihn beim erneuten Versuch geschlechtsangleichende Maßnahmen zu erhalten.
In 1979 fand Sullivan Ärzte, die ihn bei der Transition unterstützen und begann mit einer Hormontherapie. Im Jahr danach konnte er eine Mastektomie durchführen. Anschließend verließ er seinen alten Arbeitsplatz und lebte auf der Arbeit größtenteils  heimlich, ohne preiszugeben, dass er trans war.
1986 begann er den Prozess von geschlechtsangleichenden Genitaloperationen. Kurz nach seiner ersten Operation wurde er aber mit HIV diagnostiziert. Entgegen der Erwartungen der Ärzte lebte er noch fünf Jahre nach der Diagnose, bevor er 1991 an mit Aids verbundenen Komplikationen verstarb. “Ich spüre eine gewisse Genugtuung dabei, die Klinik darüber zu informieren; Obwohl sie mir gesagt hätten, dass ich nicht als schwuler Mann leben kann, sieht es so aus, als würde ich wie einer sterben.”
Sullivan schrieb Tagebuch. Auszüge davon wurden 2019 unter dem Titel "We Both Laughed in Pleasure" (Youngman in England) veröffentlicht.

## Aktivismus und Communityarbeit
Sullivan verfasste den FTM Newsletter, einen der ersten Ratgeber für Transmänner, sowie eine Biografie des Transmannes Jack Bee Garland. Er bot im Rahmen der Janus Information Facility Beratungen und Gruppen für Transmänner an. Zudem wird er als einer der ersten genannt, der die Erotik männlicher Kleidung beschrieb.
Außerdem arbeitete Sullivan an The Gateway, einem Trans-Newsletter. Er war Gründungsmitglied der ALBT Historical Society in San Francisco. Zudem erreichte er die Anerkennung von schwulen Transmännern durch die American Psychiatric Association und der World Professional Association for Transgender Health.

## Werke
- "A Transvestite Answers a Feminist" in Gay People's Union News (1973)
- "Looking Towards Transvestite Liberation" in Gay People's Union News (1974)
- Female to Male Cross Dresser and Transsexual (1980)
- Information for the Female to Male Cross Dresser and Transsexual (1990)
- From Female To Male: The Life of Jack Bee Garland (1990)
- We Both Laughed in Pleasure: The Selected Diaries of Lou Sullivan 1961–1991. (2019). Herausgegeben von Ellis Martin und Zach Ozma